# Anders Christiansen
Anders Bleg Christiansen (ur. 8 czerwca 1990 w Kopenhadze) – duński piłkarz występujący na pozycji pomocnika w klubie Malmö FF oraz w reprezentacji Danii. 

## Kariera klubowa
Christiansen karierę rozpoczynał w 2008 roku w zespole Lyngby BK z 1. division. W 2010 roku awansował z nim do Superligaen. W lidze tej zadebiutował 19 lipca 2010 roku w przegranym 2:4 pojedynku z Aalborgiem. 6 marca 2011 roku w zremisowanym 1:1 meczu z Brøndby IF strzelił pierwszego gola w Superligaen. Przez cztery lata w barwach Lyngby rozegrał 80 spotkań i zdobył 6 bramek.
W 2012 roku Christiansen odszedł do zespołu FC Nordsjælland, także grającego w Superligaen. Pierwszy ligowy mecz zaliczył tam 29 lipca 2012 roku przeciwko Odense BK (1:1). Następnie grał w Chievo i Malmö, a w 2018 trafił do KAA Gent.

## Kariera reprezentacyjna
Christiansen jest byłym reprezentantem Danii U-18, U-19 oraz U-20. W 2010 roku zadebiutował w reprezentacji Danii U-21.